# Achille Louis de Meffray de Césarges
Achille Louis de Meffray de Césarges est un homme politique français né le 9 août 1787 à Maubec (Isère) et décédé le 21 juin 1832 à Maubec.
Propriétaire, maire de Maubec, il est député de l'Isère de 1824 à 1827 et de 1828 à 1830, siégeant dans la majorité soutenant les gouvernements de la Restauration. Il démissionne en 1830 pour ne pas prêter serment à la Monarchie de Juillet.